# Ho Burr
Pour les articles homonymes, voir Ho.
Dans ce nom, le nom de famille, Ho, précède le nom personnel.
Ho Burr, né le 23 septembre 1992, est un coureur cycliste hongkongais.

## Palmarès et résultats

### Palmarès par année
- 2009
  - Hong Kong Road Race 2
- 2012
  - 3e étape du Tour de Java oriental
  -  Médaillé de bronze du championnat d'Asie du contre-la-montre espoirs
- 2013
  -  Champion de Hong Kong sur route espoirs
  - 2e du championnat de Hong Kong sur route
- 2015
  - 3e du championnat de Hong Kong sur route
  - 3e du championnat de Hong Kong du contre-la-montre
- 2016
  - 3e du championnat de Hong Kong sur route
- 2017
  -  Médaillé de bronze du championnat d'Asie du contre-la-montre par équipes
  - 3e du championnat de Hong Kong sur route
  - 5e du championnat d'Asie sur route
- 2018
  -  Champion de Hong Kong du contre-la-montre
  -  Médaillé de bronze du championnat d'Asie du contre-la-montre par équipes
  - 3e du championnat de Hong Kong sur route
  - 4e du championnat d'Asie sur route
- 2019
  -  Médaillé de bronze du championnat d'Asie du contre-la-montre par équipes

### Classements mondiaux
| Année                                 | 2012 | 2013 | 2014 | 2015 | 2016  | 2017 | 2018 | 2019  | 2020  |
| ------------------------------------- | ---- | ---- | ---- | ---- | ----- | ---- | ---- | ----- | ----- |
| Classement mondial                    |      |      |      |      | 1523e | 518e | 332e | 1087e | 1848e |
| UCI Asia Tour                         | 77e  | 96e  | 119e | 105e | 260e  | 44e  | 14e  | 61e   | 146e  |
|                                       |      |      |      |      |       |      |      |       |       |
| Légende : nc = non classéSource : UCI |      |      |      |      |       |      |      |       |       |